# Donjon de Saint-Sauveur-en-Puisaye
Le donjon de Saint-Sauveur-en-Puisaye est un édifice fortifié situé à Saint-Sauveur-en-Puisaye, dans le département de l'Yonne, en France.

## Histoire
Le donjon fait l’objet d’un classement au titre des monuments historiques par arrêté du 26 février 1996.

## Description
Donjon de forme ovoïde du XIIe siècle.

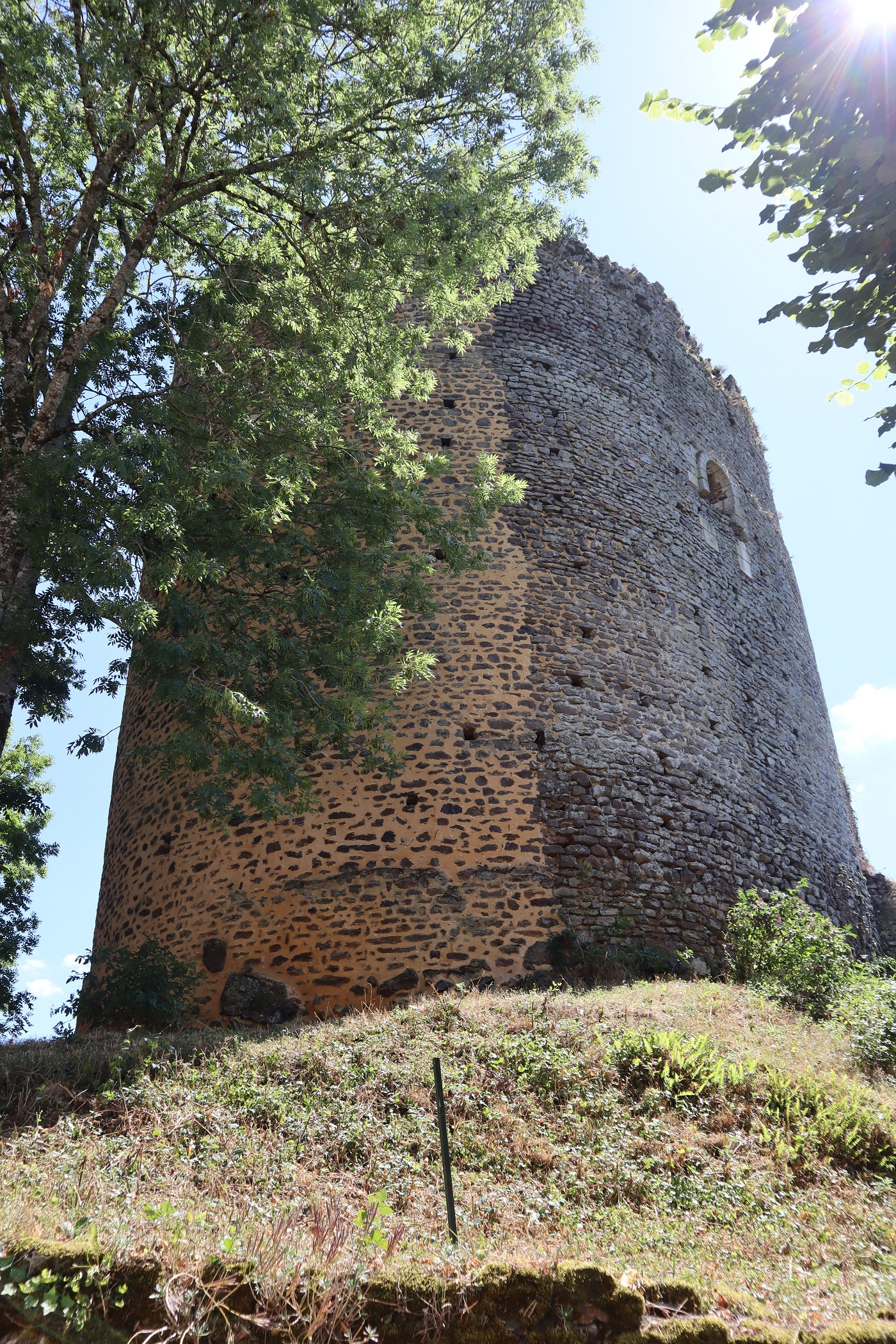
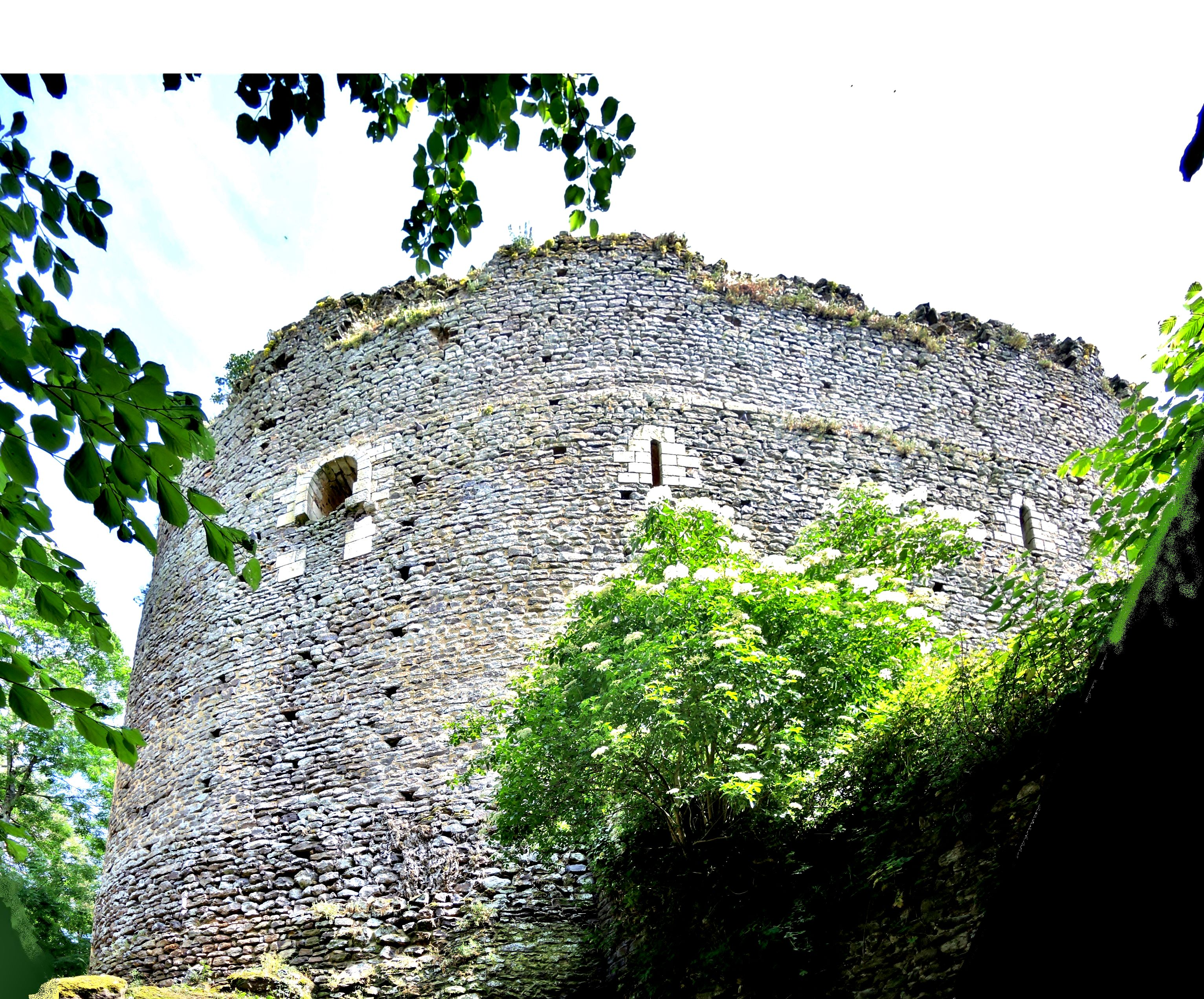
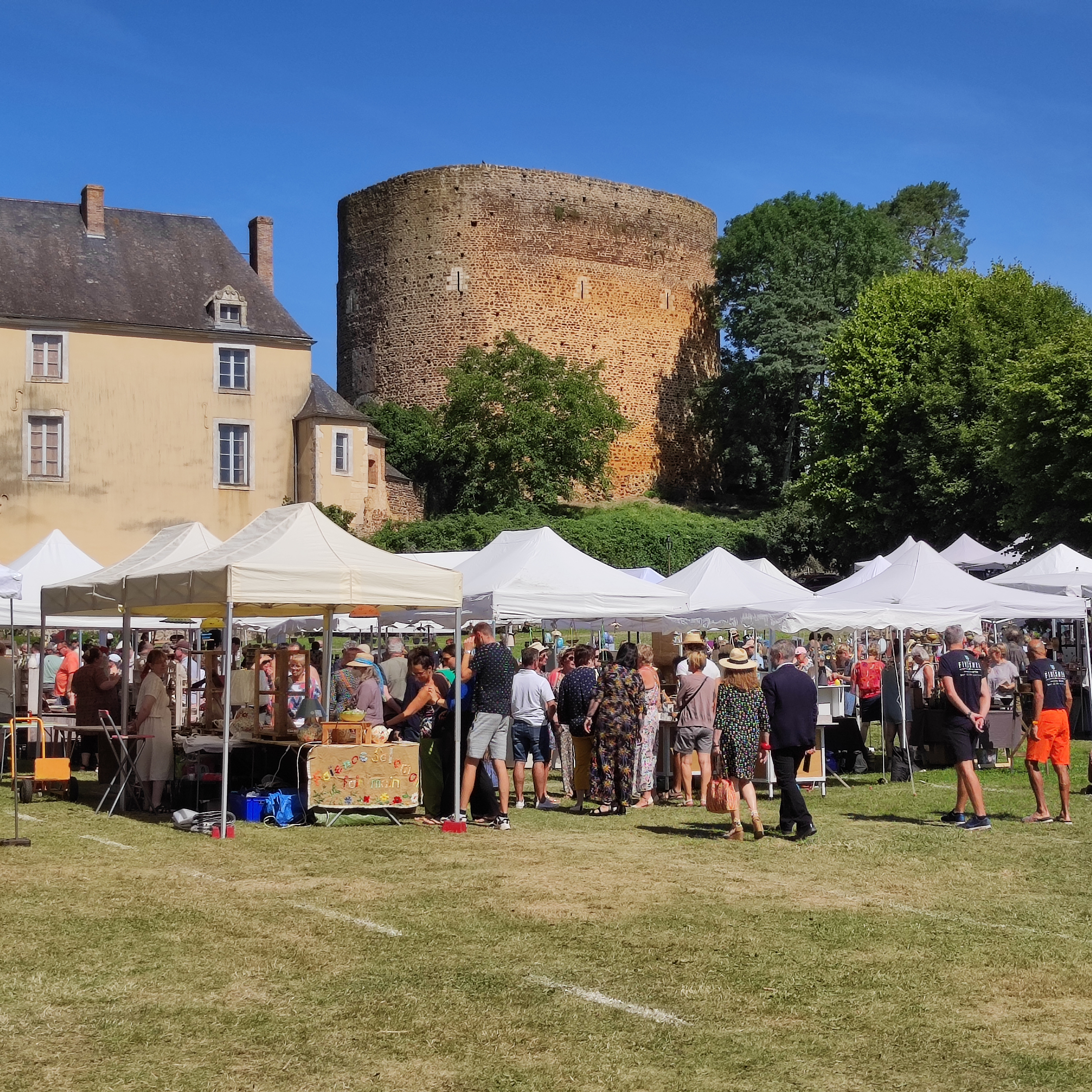